# Elecciones municipales de 2015 en Córdoba
Las elecciones municipales de 2015 se celebraron en Córdoba el domingo 24 de mayo, de acuerdo con el Real Decreto de convocatoria de elecciones locales en España dispuesto el 30 de marzo de 2015 y publicado en el Boletín Oficial del Estado el día 31 de marzo. Se eligieron los 29 concejales del pleno del Ayuntamiento de Córdoba.

## Resultados
Los resultados completos correspondientes al escrutinio definitivo se detallan a continuación:
| Candidatura                                          | Candidatura                                                     | Votos   | %                               | Concejales                      |
| ---------------------------------------------------- | --------------------------------------------------------------- | ------- | ------------------------------- | ------------------------------- |
|                                                      | Partido Popular (PP)                                            | 51 441  | 34,65                           | 11                              |
|                                                      | Partido Socialista Obrero Español de Andalucía (PSOE-A)         | 30 543  | 20,58                           | 7                               |
|                                                      | Ganemos Córdoba (Ganemos)                                       | 18 656  | 12,57                           | 4                               |
|                                                      | Izquierda Unida Los Verdes-Convocatoria por Andalucía (IULV-CA) | 17 821  | 12,01                           | 4                               |
|                                                      | Ciudadanos-Partido de la Ciudadanía                             | 12 792  | 8,62                            | 2                               |
|                                                      | Unión Cordobesa (UCOR)                                          | 8398    | 5,66                            | 1                               |
| Partido Animalista Contra el Maltrato Animal (PACMA) | Partido Animalista Contra el Maltrato Animal (PACMA)            | 1732    | 1,17                            | 0                               |
| Entre tod@s sí se puede Córdoba                      | Entre tod@s sí se puede Córdoba                                 | 1591    | 1,07                            | 0                               |
| Unión Progreso y Democracia (UPyD)                   | Unión Progreso y Democracia (UPyD)                              | 1489    | 1,00                            | 0                               |
| Partido Andalucista (PA)                             | Partido Andalucista (PA)                                        | 767     | 0,52                            | 0                               |
| Vox (Vox)                                            | Vox (Vox)                                                       | 519     | 0,35                            | 0                               |
| Escaños en Blanco (EB)                               | Escaños en Blanco (EB)                                          | 411     | 0,28                            | 0                               |
| Por Un Mundo Más Justo (PUM+J)                       | Por Un Mundo Más Justo (PUM+J)                                  | 236     | 0,16                            | 0                               |
| Votos en blanco                                      | Votos en blanco                                                 | 2049    | 1,38                            | n/a                             |
| Votos válidos                                        | Votos válidos                                                   | 161 774 | 100,00                          | 27                              |
| Votos nulos                                          | Votos nulos                                                     | 1032    | Participación: \| \| 57,07 % \| | Participación: \| \| 57,07 % \| |
| Votantes                                             | Votantes                                                        | 149 477 | Participación: \| \| 57,07 % \| | Participación: \| \| 57,07 % \| |
| Electores                                            | Electores                                                       | 261 899 | Participación: \| \| 57,07 % \| | Participación: \| \| 57,07 % \| |
|                                                      | 57,07 %                                                         |         |                                 |                                 |

## Concejales electos
Relación de concejales electos:
| N.º | Nombre                         | Lista | Lista   |
| --- | ------------------------------ | ----- | ------- |
| 1   | José Antonio Nieto Ballesteros |       | PP      |
| 2   | María Isabel Ambrosio Palos    |       | PSOE-A  |
| 3   | José María Bellido Roche       |       | PP      |
| 4   | Rafael Blázquez Madrid         |       | Ganemos |
| 5   | Pedro García Jiménez           |       | IULV-CA |
| 6   | Laura Ruiz Moral               |       | PP      |
| 7   | David Luque Peso               |       | PSOE-A  |
| 8   | Salvador Fuentes Lopera        |       | PP      |
| 9   | José Luis Vilches Quesada      |       | C’s     |
| 10  | Elena Martínez-Sagrera Eguilaz |       | PP      |
| 11  | María del Mar Téllez Guerrero  |       | PSOE-A  |
| 12  | María Victoria López Ruiz      |       | Ganemos |
| 13  | Alba María Doblas Miranda      |       | IULV-CA |
| 14  | Rafael Navas Ferrer            |       | PP      |
| 15  | Rafael Gómez Sánchez           |       | UCOR    |
| 16  | Emilio Aumente Rodríguez       |       | PSOE-A  |
| 17  | Luis Martín Luna               |       | PP      |
| 18  | María Jesús Botella Serrano    |       | PP      |
| 19  | David Dorado Ráez              |       | C’s     |
| 20  | Alberto de los Ríos Sánchez    |       | Ganemos |
| 21  | Carmen González Escalante      |       | PSOE-A  |
| 22  | Rafael del Castillo Gomariz    |       | IULV-CA |
| 23  | Juan Miguel Moreno Calderón    |       | PP      |
| 24  | María del Carmen Sousa Cabrera |       | PP      |
| 25  | Antonio Rojas Hidalgo          |       | PSOE-A  |
| 26  | José Luis Moreno Ruiz          |       | PP      |
| 27  | María Ángeles Aguilera Otero   |       | Ganemos |
| 28  | Amparo Pernichi López          |       | IULV-CA |
| 29  | María Josefa Moros Molina      |       | PSOE-A  |

## Acontecimientos posteriores
Investidura del alcalde
En la sesión constitución de la nueva corporación celebrada el 13 de junio de 2015 la candidata del PSOE-A Isabel Ambrosio obtuvo la mayoría absoluta de los votos del nuevo pleno (15 concejales) y fue por tanto investida alcaldesa del municipio; el alcalde saliente José Antonio Nieto (PP) recibió 11 votos, José Luis Vilches (Cs) 2, y hubo una abstención.